# Mortigue
La Mortigue est une rivière du Gros-de-Vaud dans le canton de Vaud, en Suisse.

## Hydronymie
La Mortigue tire son nom de l'adjectif latin mortuus signifiant mort et son suffixe igue vient du latin aqua signifiant eau. Son nom signifie donc eau morte, désignant par là un ruisseau fréquemment à sec.

## Géographie
La Mortigue est une rivière qui naît aux Brits au sud d'Échallens à côté de la voie de chemin de fer du LEB. Elle  commence son parcours en partant en direction de l'ouest où elle est très rapidement rejointe par un court ruisseau partant du lieu-dit Chavany au nord d'Assens. Elle alimente l'étang des Brits puis arrive sur la commune de Saint-Barthélemy où elle alimente un petit bassin d'accumulation dans lequel on trouve les premiers poissons. La rivière part alors en direction du sud et entre dans la forêt En Ren. Elle marque alors la limite communale entre Saint-Barthélemy et Assens puis entre Bioley-Orjulaz et Assens. Elle entre finalement entièrement dans la commune de Bioley-Orjulaz où elle est aussitôt rejointe par le Bullet, petit ruisseau alors canalisé à sa résurgence qui prend sa source au lieu-dit la Rebaude sur la limite communale entre Assens et Étagnières. La Mortigue remonte alors en direction du nord-ouest. La station d'épuration de Bioley-Orjulaz y rejette ses eaux traitées. En 2010, cette dernière a traité 830 m3 d'eau par jour en moyenne dont seulement 586 m3 par temps sec. Finalement, la rivière revient sur la commune de Saint-Barthélemy et finit par se jeter dans le Talent au centre du village

## Faune
Sitôt que la rivière atteint au moins 10 cm de fond, on trouve deux espèces de poissons, la truite fario et le vairon. L'endroit le plus aisé pour les observer est le bassin d'accumulation près du lieu-dit Mont Tessin. En 2010, le service d'inspection de la pêche du Canton de Vaud a comptabilisé la capture de 14 truites farios. Des grenouilles y sont aussi présentes.

## Galerie de photos

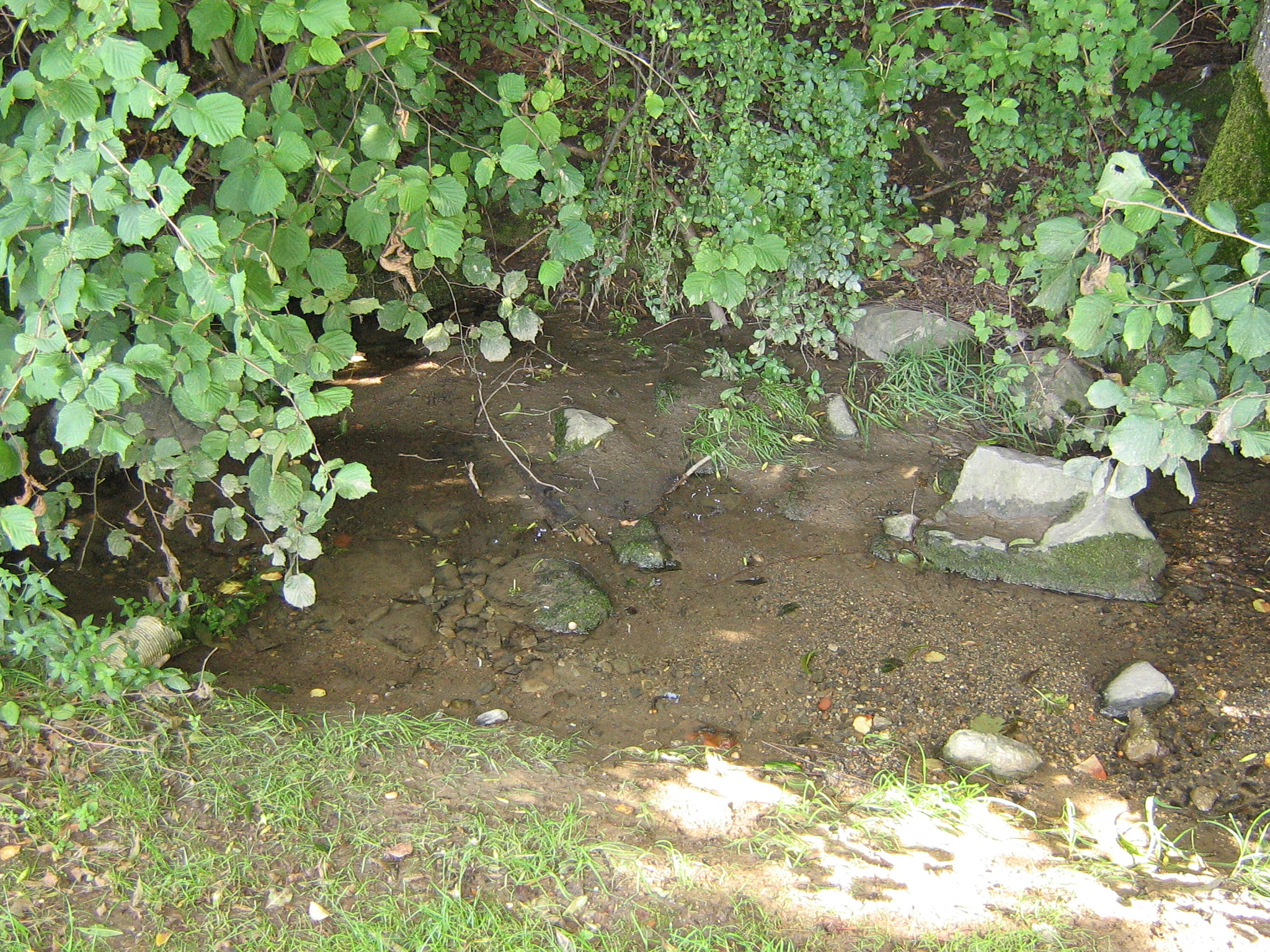
Source de la rivière à Échallens au lieu-dit les Brits.
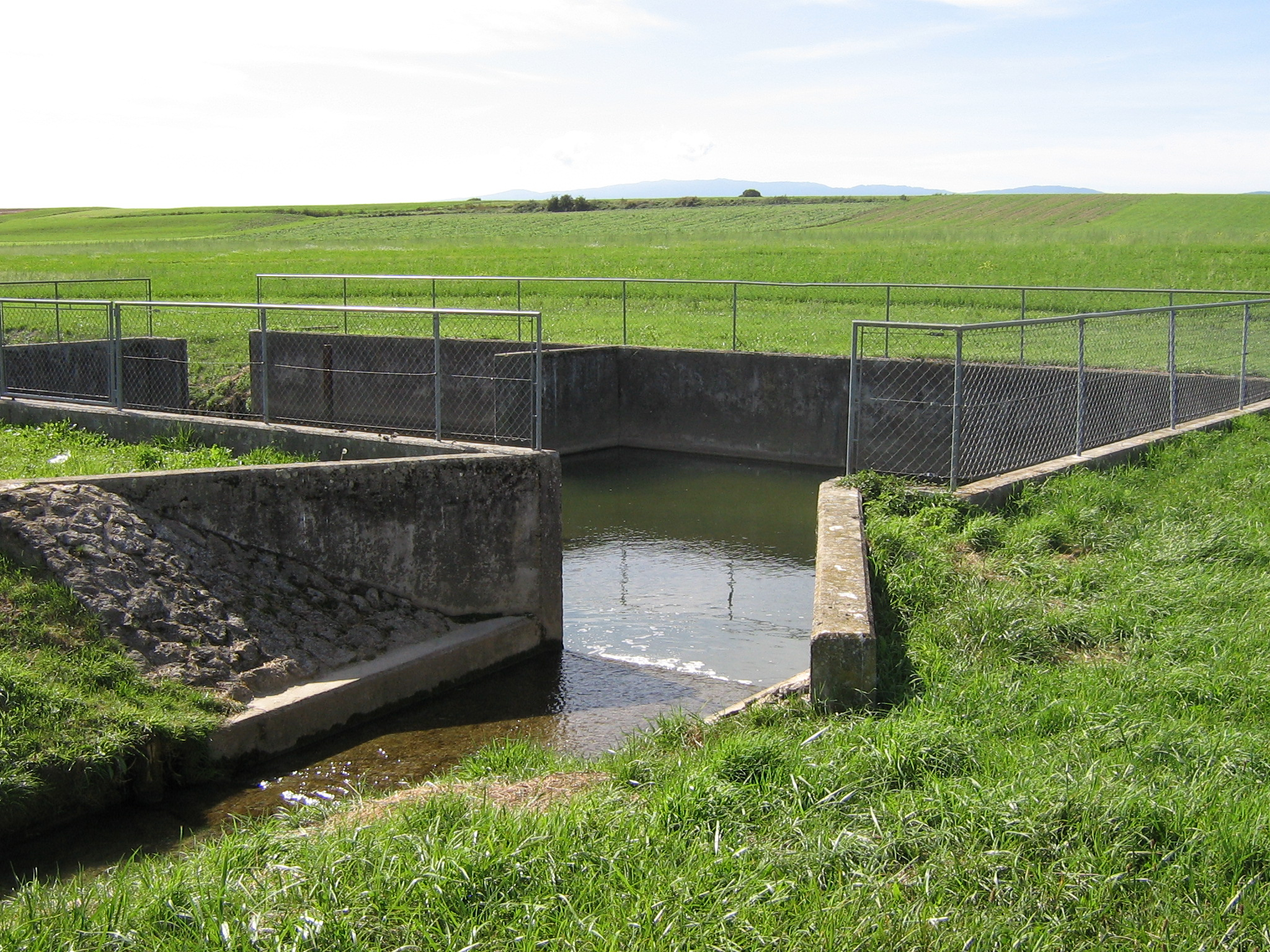
Entrée de la Mortigue dans le bassin d'accumulation à côté du lieu-dit Mont Tessin.
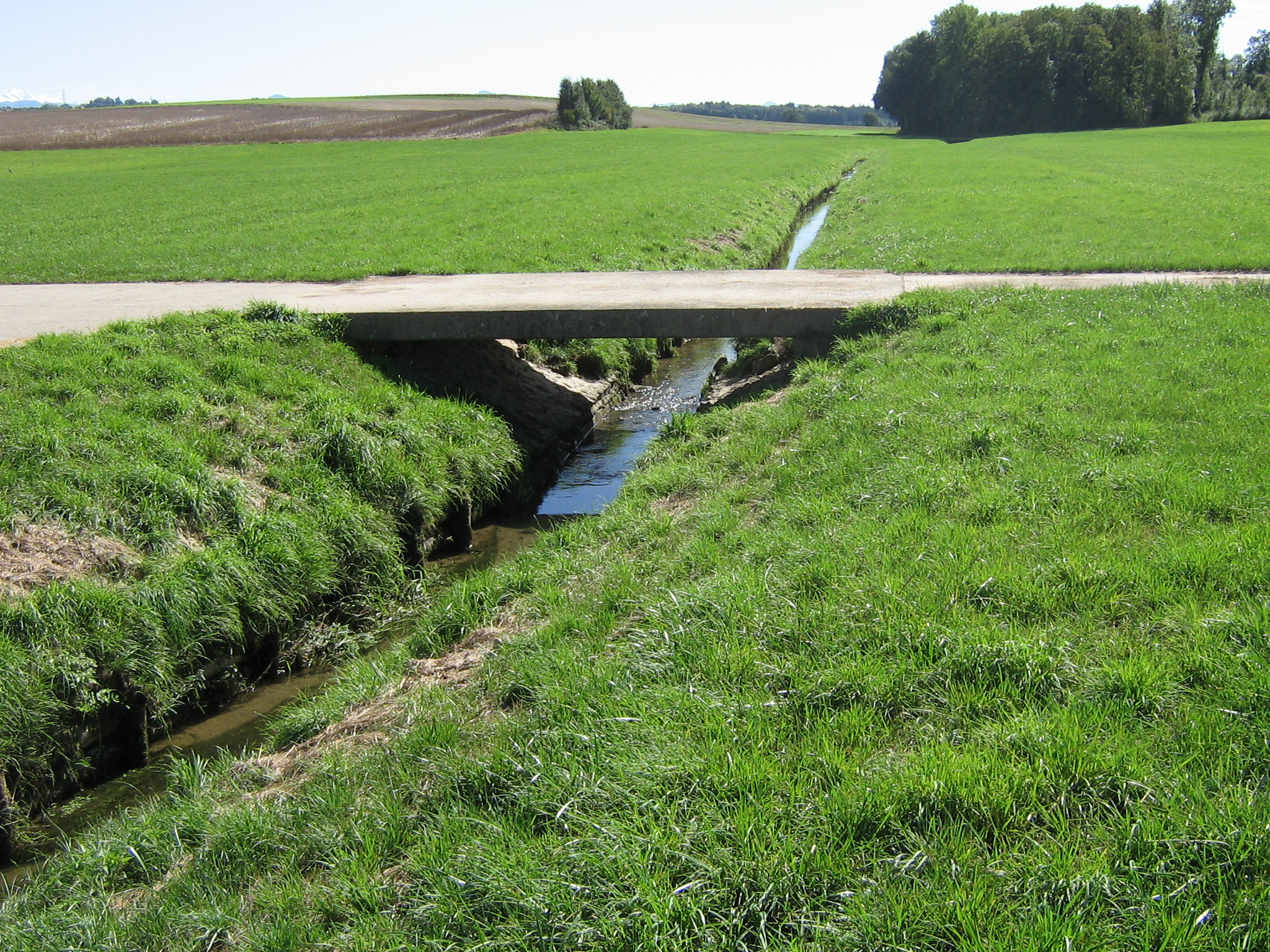
Petit pont d'un chemin paysan passant sur la rivière à côté du lieu-dit Mont Tessin.
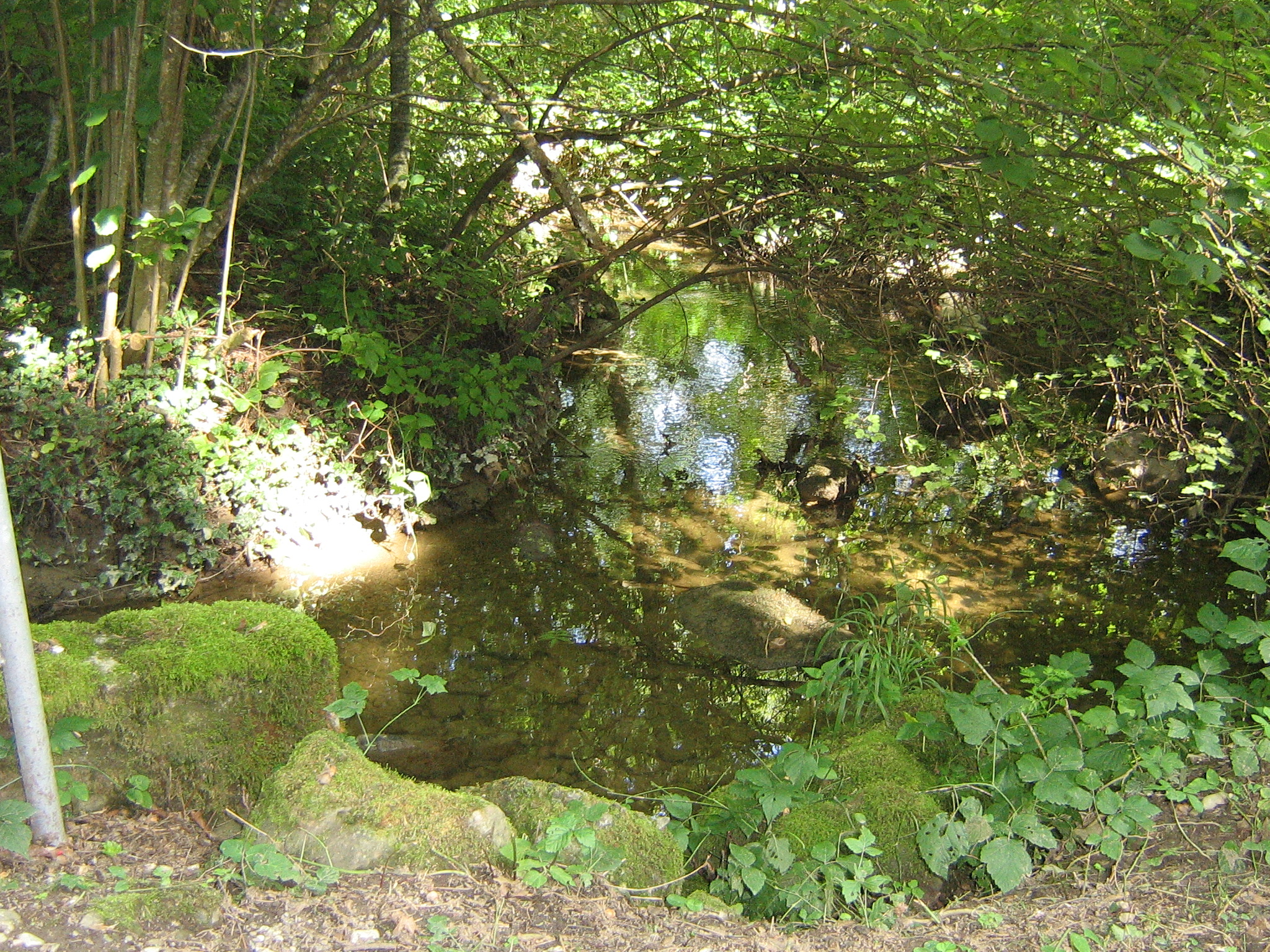
Passage dans la forêt En Ren.
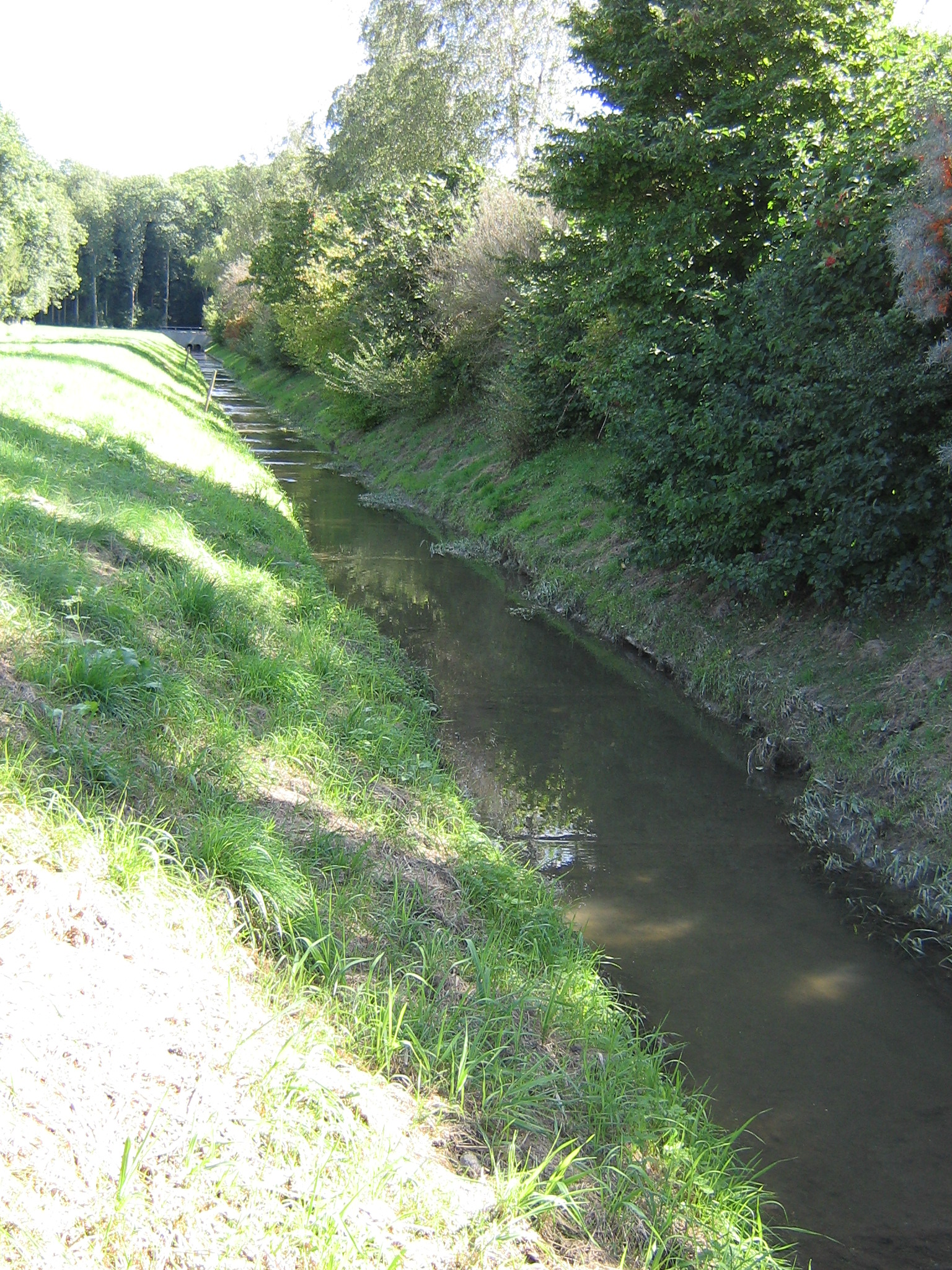
Passage de la rivière près de Bioley-Orjulaz.
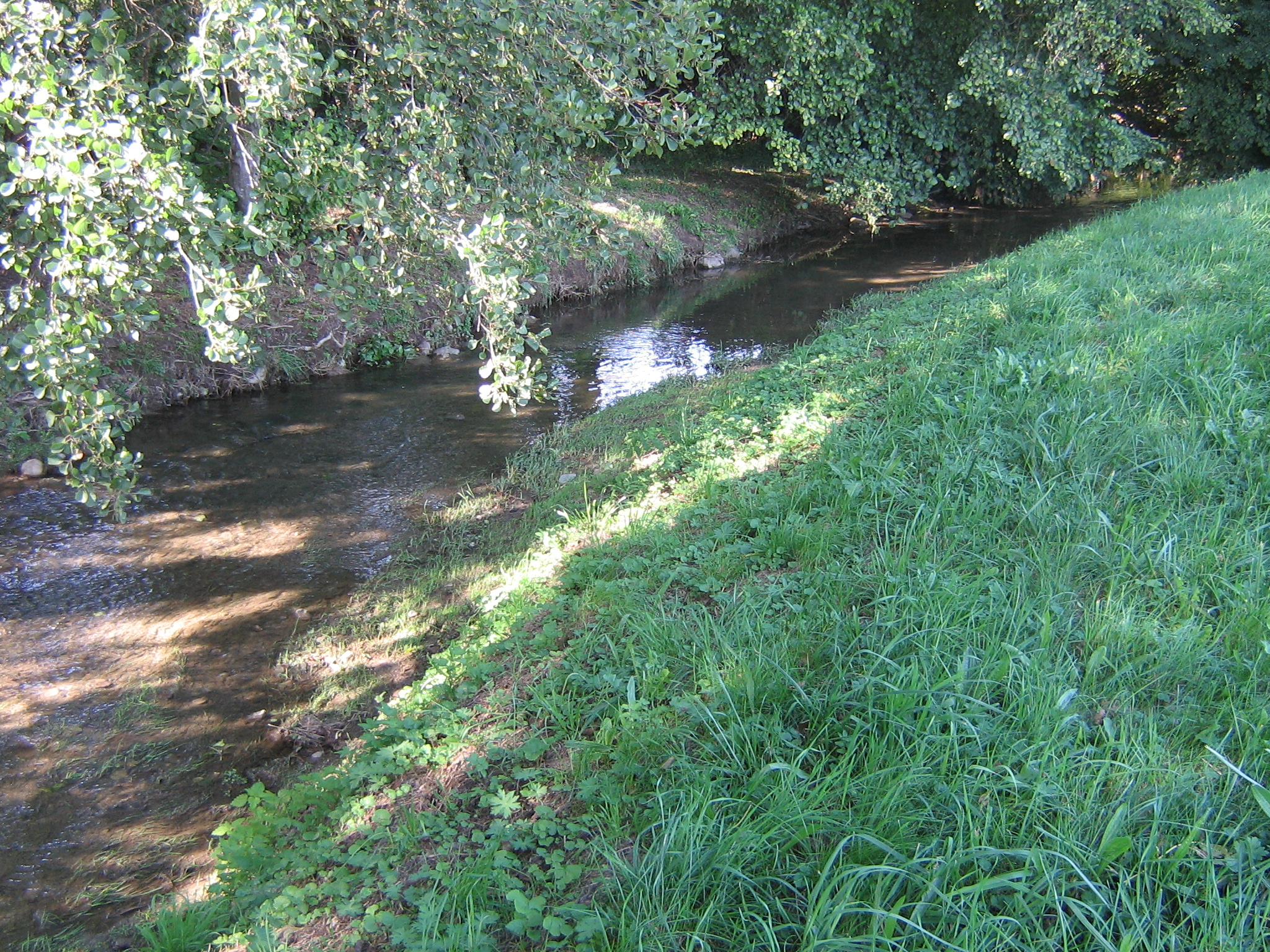
Arrivée de la rivière à Saint-Barthélemy.
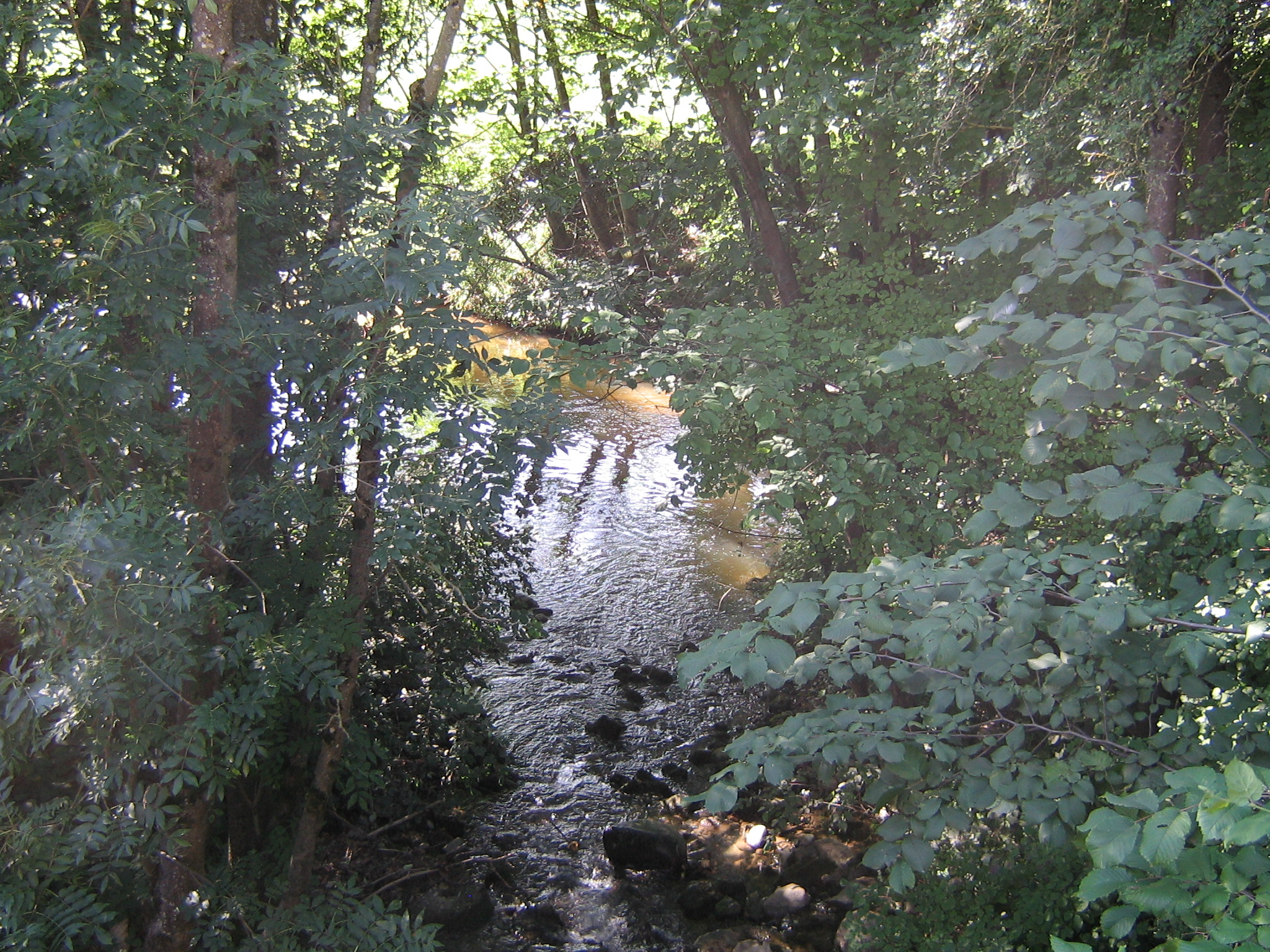
Confluence de la Mortigue dans le Talent que l'on aperçoit au fond à Saint-Barthélemy.